# 马鲁杜尔
马鲁杜尔（Marudur），是印度泰米尔纳德邦Kapur县的一个城镇。总人口10205（2001年）。

## 人口
该地2001年总人口10205人，其中男性5044人，女性5161人；0—6岁人口1124人，其中男568人，女556人；识字率59.76%，其中男性为71.15%，女性为48.63%。